# قسم كوهباية الغربي الريفي (مقاطعة آب يك)
قسم کوهبایة الغربي الریفي (بالفارسية: دهستان کوهپایه غربی) هي قسم تقع في إيران في قسم. يقدر عدد سكانها بـ 4,157 نسمة .